# Digimon Tamers
Digimon Tamers (яп. デジモンテイマーズ дэдзимон тэйма:дзу, Укротители дигимонов) — аниме-сериал, произведённый кинокомпанией Toei Animation; третий аниме-сериал из цикла Digimon. В сериал входит 51 серия. Впервые демонстрировался в Японии с 7 марта 1999 по 26 марта 2000 года на телеканале Fuji Television.
Digimon Tamers сюжетно не связан с предыдущими двумя сериалами, Digimon Adventure и Digimon Adventure 02, и происходит в параллельной вселенной. В мире этого сериала Digimon — медиафраншиза, в которую входят игрушки и коллекционные карты, соответственно, Digimon Adventure и Digimon Adventure 02 во вселенной Tamers — всего лишь анимационные сериалы. Главный герой сериала, японский школьник Такато Мацуда, любитель карточной игры и игрушек по «Дигимону», придумывает дигимона Гилмона, который вдруг неведомым образом оживает. Такато узнаёт, что дигимоны суть на самом деле, и вместе со своими друзьями, Ли Цзяньляном и Руки Макино, и их дигимонами противостоит злым дигимонам, нападающим на мир людей, а также тайному агентству «Гипнос», стремящемуся уничтожить дигимонов как таковых. Впоследствии герои сталкиваются с куда более зловещей угрозой, Цифровым жнецом.
Digimon Tamers получил хорошие оценки критиков: похвал было удостоено переосмысление многих аспектов вселенной первых двух сериалов и тот факт, что сериал вышел намного мрачнее, нежели Digimon Adventure и Digimon Adventure 02. Также похвал была удостоена проработка персонажей и психологический аспект сюжета. Как и по первым двум сериалам, по Digimon Tamers выпускались игрушки, пищевые продукты, коллекционные карты, манга, журналы, маскарадные костюмы, школьные принадлежности, аксессуары, музыкальные альбомы, видеокассеты, DVD и компьютерные игры, распространявшиеся преимущественно компанией Bandai Namco Holdings.

## Сюжет
Такато Мацуда, 12-летний главный герой сериала, — поклонник карточной игры «Дигимон». Однажды после игры со своими двумя приятелями Хирокадзу и Кэнтой он обнаруживает в своей коробке таинственную синюю карточку. Мальчик пытается проанализировать её в своём пластмассовом игрушечном дигивайсе, который непонятным образом начинает светиться и преобразуется в настоящий дигивайс. Наконец, Такато понимает, что он стал «укротителем дигимонов» и случайно создаёт из рисунка своего собственного дигимона-напарника — Гилмона. Затем Такато знакомится с двумя детьми, которые впоследствии также оказываются укротителями: Ли Цзяньляном и Руки Макино. Он уживается с Цзянем, но обоим мальчикам нужно время, чтобы узнать поближе Руки, рассматривающую дигимонов как «машины для битв», и подружиться с нею.
Между тем, как образуется эта группа, в Токио вторгаются дигимоны, так как в Японии, точнее в токийском Сюндзюку, появляется несколько цифровых порталов. Укротители сражаются с этими дигимонами, защищая город, но они не одиноки — некая правительственная организация «Гипнос» во главе с Мицуо Ямаки пытается истребить дигимонов, чтобы остановить эти вторжения. Группа также встречается с таинственным дигимоном Калумоном, обладающим уникальной способностью управлять дигиволюциями. Другой неуправляемый дигимон, Импмон, также которает время, донимая укротителей и их дигимонов-напарников. В ходе вторжений укротители сталкиваются с девятью дэвами в реальном мире и двумя — в мире Цифровом. Двенадцатый, Антиламон, регрессирует в Лопмона и становится дигимоном-напарником Сяочунь, младшей сетрички Цзяня.
Когда как они должны отправиться в Цифровой мир, чтобы вызволить Калумона, похищенного одним из дэв, укротители объединяются, ибо судьба обоих миров находится в их руках. Их сопровождают другие укротители: Хирокадзу Сиота, Кэнта Китагава (у которых нет дигимонов) и Дзюри Като (с Леомоном). Позднее они предстанут перед Импмоном в форме Мега-Веельзевмона, после его сделки с Чжуцюэмоном, одним из Сисэйдзю — «Четырёх Священных Зверей». В обмен на феноменальную силу, которую даст ему сэйдзю, Импмон должен извести укротителей. Пытаясь вмешаться, Леомон гибнет от руки Веельзевмона, из-за чего Дзюри впадает в глубокую депрессию. Обезумевший Такато заставляет Гилмона эволюционировать вопреки тому, что тот обращается в тёмную форму Мегидрамона. После этого случая Веельзевмон терпит окончательное поражение от Дюкмона. Наконец укротители сталкиваются с самим Чжуцюэмоном, но последний, наконец, сам сражается с Цифровым Жнецом, компьютерной программой, ставшей неуправляемой. Укротители должны не только спасти оба мира от разрушения, но и спасти Дзюри, попавшего в западню и питающего своим унынием дьявольскую программу. Масштабная битва происходит между Такато, Цзянем, Руки, Рё Акиямой и их дигимонами и Цифровым Жнецом. Такато пытается спасти Дзюри, пока трое других укротителей сражаются. Наконец, Цифровой Жнец был побеждён благодаря Цзяню и Терьермону, вложившим бомбу организации «Гипнос» в сердце программы. В финальной сцене дигимоны возвращаются в Цифровой мир без своих укротителей, но Такато, несмотря ни на что, замечает в своём старом тайнике портал, ведующий в цифровой мир и оставшийся активным.